# Qumranet
Qumranet, Inc fue una compañía de software que ofrecía virtualización de plataformas de escritorios sobre equipos de escritorios a través de Kernel-Based Virtual Machines (KVM) en servidores, linkado con su protocolo SPICE. La compañía también fue la creadora, defensora y patrocinadora global del KVM Open Source Hypervisor.

## Historia
A partir de una pequeña startup israelí la compañía se hizo famosa con la rápida aceptación de KVM en el kernel de Linux , y su plataforma Solid ICE de virtualización de escritorio.
El 4 de septiembre de 2008, Qumranet fue adquirida por Red Hat, Inc por 107 millones de dólares.

## Ejecutivos claves
- Benny Schnaider, Cofundador, Director Ejecutivo y Director General
- Rami Tamir, Cofundador, Presidente y Director
- Moshe Barra Ph.D. Cofundador y Director de tecnología
- Giora Yaron Ph.D, Cofundador y Presidente de la junta[6]
- Shmil Leva, Miembro de la junta, Sequoia Capital
- Vab Goel, Miembro de la junta, Norwest Venture Partners